# No Good Gofers
| No Good Gofers | |
|                | |
| Tillverkare    | Williams |
| System         | Williams WPC-95 |
| Designer       | Koncept Pat Lawlor Designers: Pat Lawlor, Louis Koziarz Programmerare: Louis Koziarz Artwork: John Youssi Mekanik: John Krutsch Musik /Ljud: Vince Pontarelli |
| Utgivet        | December 1997 |
| Sålda kopior   | 2 711 |

No Good Gofers är ett flipperspel från 1997 utvecklat av Williams. Flipperspelet är av typen Solid State Electronic (SS). Noterbart innehåll i detta flipperspel är 3 flippers, 3 pop bumpers, rampar (1 ramp leder till det uppersta spelfältet), 2 rollunder spinners, 1 captiveball, kickback på den vänstra outlanen, samt dubbla inlanes på vänster sida.
Spelet innehåller även en whirlwind spinner. Temat på spelet är golf.
Spelet är 190cm högt, med backboxen uppe, och 133cm med backboxen nere. 73cm brett och 127 cm i djup. Vikt cirka 136 kilo.
Spelet är det sista som Pat Lawlor var med och producerade, hos Williams.